# Gnathoenia alboplagiata
Gnathoenia alboplagiata är en skalbaggsart som beskrevs av Jordan 1894. Gnathoenia alboplagiata ingår i släktet Gnathoenia och familjen långhorningar. Inga underarter finns listade i Catalogue of Life.